# جواو غوميز (لاعب كرة قدم)
جواو غوميز (بالبرتغالية: João Victor Gomes da Silva‏) هو لاعب كرة قدم برازيلي، ولد في 12 فبراير 2001 في ريو دي جانيرو في البرازيل.

## وصلات خارجية
- جواو غوميز على موقع قاعدة بيانات كرة القدم.إي يو (الإنجليزية)
- جواو غوميز على موقع ليكيب (الفرنسية)
- جواو غوميز على موقع ناشيونال فوتبول تيمز (الإنجليزية)
- جواو غوميز على موقع Soccerbase.com (لاعب) (الإنجليزية)
- جواو غوميز على موقع Soccerway.com (الإنجليزية)
- جواو غوميز على موقع عالم كرة القدم.نت (الإنجليزية)